# Hirschstein
Hirschstein es un municipio situado del distrito de Meißen, en el estado federado de Sajonia (Alemania). Su población a finales de 2019 era de  1967 habitantes y su densidad poblacional, 58 hab/km². Está a una altitud de 130 m.